# فرودگاه داتاداوای
فرودگاه داتاداوای (به انگلیسی: Datadawai Airport) (به زبان بومی: Bandar Udara Datah Dawai) یک فرودگاه همگانی با کد یاتا DTD است که یک باند فرود سنگفرش دارد و طول باند آن ۷۵۰ متر است. این فرودگاه در کشور اندونزی قرار دارد .